# Спас (Самбірський район)
Спа́с — село в Україні, у Старосамбірській міській громаді, Самбірського району, Львівської області. Орган місцевого самоврядування — Старосамбірська міська рада. Населення становило 493 особи у 2001 році.

## Населення
За даними всеукраїнського перепису населення 2001 року у селі мешкало 493 особи.
Мова
Розподіл населення за рідною мовою за даними перепису 2001 року:
| українська | 490 | 99,39 |
| російська  | 3   | 0,61  |

## Географія
Селом тече гірський потік Великий Дубень.

## Історія
Історична дата заснування — 1295 рік, а перша документальна згадка датується 1422 роком.
1905 року поблизу села проклали залізницю, яка з'єднала Галичину із Закарпаттям.
1921 року в селі мешкало 444 особи.
У 1990 році в селі збудована церква Святих Петра і Павла, що перебуває в користуванні місцевої релігійної громади УГКЦ. Парох о. Василь Тернавський. Нині в селі діють ФАП, Народний дім, бібліотека (керівник Пилипчак Н. В.). До вересня 2024 року у селі працювала філія Старосамбірського опорного закладу загальної середньої освіти I-III ступенів № 1 імені Героя України Богдана Сольчаника — «Заклад загальної середньої освіти I-II ст. с. Спас» Старосамбірської міської ради Самбірського району Львівської області. Станом на листопад 2024 року діяльність навчального закладу призупинена.
2 вересня 2018 року у селі Спас, яке за історичними джерелами свого часу було резиденцією князя Лева, відбувся бойківський етнофестиваль «Карпатія» — файна бойківська забава з цікавою насиченою програмою, що знайомить гостей з побутом, звичаями, традиціями, народною творчістю та ремеслами бойків Старосамбірщини, а також традиційними стравами бойківської кухні.

## Цікаві факти
- 1910 року береги потоку, який протікає через село, були вимощені камінням, крім того споруджено штучні греблі-водоспади. Це робилось для запобігання руйнації берегів під час паводків. У селі донині збереглася така гребля-водоспад.
- За кілька кілометрів на південь від села розташована геологічна пам'ятка природи — Спаський камінь.
- На північний захід від села розташована комплексна пам'ятка природи — Скеля, де був збудований замок Данила Галицького.
- 1301 року в Спасі помер та був похований у монастирі галицько-волинський князь Лев І, син короля Данила Галицького.
- Відоме середньовічними пам'ятками — рештками Спаського монастиря та городищем Спас II[11].

## Відомі люди
Народилися
- о. Іван Мартиняк — єпископ Української греко-католицької церкви; від 24 травня 1996 до 7 листопада 2015 року — митрополит Перемишльсько-Варшавський.